# Savile Row
Savile Row er kendt som skræddergade i Londons centrum. Den går parallelt med Regent Street mellem Conduit Street i nord og Vigo Street i syd. Savile Row ligger i Mayfair, et område med mange eksklusive butikker og restauranter. Blandt de mest kendte skræddere er Cad & the Dandy, Dege & Skinner, Hardy Amies, Norton & Sons, Gieves & Hawkes, H. Huntsman & Sons og Henry Poole & Co. I enden af gaden finder man også det populære modehus Abercrombie & Fitch. I oktober 2012 åbnede Alexander McQueen en butik der.

## Historie
Savile Row blev opført mellem 1731 og 1735 på en del af ejendommen Burlington Estate. Den oprindelige plan formodes at være tegnet af Colen Campell med Henry Flitcroft som hovedarkitekt under tilsyn af Daniel Garrett. I 1969 udviklede gaden sig til den skræddergade, den nu er kendt som. Moderniseringen fortsatte i 1990'erne, da designere som Richard James, Ozwald Boateng og Timothy Everest indtog gaden.
Savile Row har haft flere op- og nedture i popularitet, blandt andet da Giorgio Armani i 2006 kritiserede skrædderne i gaden for at være umoderne, og kaldte den "en dårlig engelsk komedie".  Mange af Englands kendte designere begyndte karrieren her; og i1993 gik gaden i brechen for bevarelsen af herrernes traditionelle jakkesæt. 
Det var på taget af Apple-bygningen i Savile Row nummer tre at bandet The Beatles holdt sin allersidste koncert (Rooftop Concert) den 30. januar 1969. Koncerten skulle indgå i bandets planlagte film, Let it be.  Da de begyndte at spille lige i frokostpausen, og folk strømmede til, så trafikken i gaderne standsede, måtte politiet efter 42 minutter og fem sange afbryde foretagendet. 